# Динамин

Динамин (англ. dynamin; КФ 3.6.5.5) — эукариотическая клеточная ГТФаза, участвующая в эндоцитозе. Динамин принципиально важен в процессе отделения сформировавшейся везикулы от клеточной мембраны или другой клеточной мембранной органеллы, её доставки к месту назначения и слияния с другой мембраной (поверхность клетки или аппарат Гольджи).

## Структура и типы
Динамин — большая ГТФаза, молекулярный вес 96 000. У млекопитающих существует 3 типа фермента: динамин 1, динамин 2 (наиболее распространённый тип) и динамин 3.

## Функция
На поверхности липида клеточной мембраны динамин самоорганизуется в спиральные комплексы, локализующиеся вокруг клатриновых или кавеолиновых впячиваний. При гидролизе ГТФ спиральные комплексы динамина сокращаются и способствует отрыву образованной везикулы от клеточной мембраны. Таким образом, динамин является уникальной механо-химической ГТФазой.